# 1324 w polityce
Wydarzenia polityczne w 1324 roku.

## Wydarzenia
- Litwini najechali księstwo sochaczewsko-czerskie, którym władał Trojden I[1].
- 11 października Jan XXII wydał akt detronizacji Ludwika Bawarskiego[2].

## Zmarli
- Adelajda Brunszwicka, żona cesarza bizantyńskiego Andronika III Paleologa[3].
- Eleonora, księżniczka sabaudzka[4].